# 豫北戰鬥
豫北戰鬥發生於1929年5月27日，地點則是在中國豫北一帶，是國民革命軍內部所發生的內戰戰鬥之一。師戰鬥的交戰雙方，一方為蔣中正支持的韓復榘軍，另一方為馮玉祥支持的龐炳勳軍部。